# Batrachedra zonochra
Batrachedra zonochra là một loài bướm đêm thuộc họ Blastobasidae. Nó được tìm thấy ở Úc.